# Polycrase-(Y)
Le polycrase ou polycrase-(Y) est un minéral complexe métallique, noir ou brun, d'oxyde d'uranium et d'yttrium de formule chimique (Y,Ca,Ce,U,Th)(Ti,Nb,Ta)2O6. Amorphe et d'une dureté Mohs de 5 à 6 et une densité de 5, le polycrase est radioactif en raison de sa teneur en uranium (environ 6 %). On le trouve dans les pegmatites granitiques.
Le polycrase forme une série chimique avec l'euxénite riche en niobium et oxyde de terre rare. Certaines sources donnent le polycrase comme synonyme d'euxénite. Son nom signifie « mélange de beaucoup » en grec.
Le minéral a été décrit pour la première fois en 1870 à Rasvag sur l'île Hidra (alors appelée Hitterø), près de Flekkefjord, en Norvège. On le trouve en Suède, en Norvège, aux États-Unis et au Brésil.